# Kriechbaumerella fuscicornis
Kriechbaumerella fuscicornis är en stekelart som beskrevs av Qian och Li 1987. Kriechbaumerella fuscicornis ingår i släktet Kriechbaumerella och familjen bredlårsteklar. Inga underarter finns listade i Catalogue of Life.